# Tiff Needell
Timothy „Tiff” Needell (ur. 29 października 1951 w Havant) – brytyjski kierowca wyścigowy i prezenter telewizyjny. Najbardziej znany z bycia jednym z prezenterów programów Top Gear oraz Fifth Gear.

## Życiorys
Needell jest najbardziej znany w Wielkiej Brytanii jako prezenter telewizyjny i dziennikarz motoryzacyjny oryginalnej wersji Top Gear, do której dołączył w 1987. W 2001, gdy BBC zadecydowało o zakończeniu programu (show powróciło w 2002), wraz z resztą prezenterów dołączył do stacji Five, aby prowadzić program Fifth Gear.
Niektórzy podejrzewają, że to on jest Stigiem w aktualnym formacie Top Gear.
Sporadycznie pisze we własnej kolumnie w magazynie motoryzacyjnym „Auto Express”.
Needell użyczył głosu w pierwszej i drugiej grze z serii TOCA Race Driver. Jego głos można również usłyszeć w grach Ferrari Challenge i Le Mans 24 Hours.
Mieszka w Wiltshire wraz ze swoją żoną Patsy oraz trzema synami: Jackiem, Harrym i George'em.